# Duguetia flagellaris
Duguetia flagellaris uma espécie de magnólia. Isso foi descrito pela primeira vez por Huber.  Duguetia flagellaris pertence ao gênero Duguetia, e à família Annonaceae.
Este tipo de planta pode ser encontrado em:
- Brasil